# Luca Ariatti
Luca Ariatti (Reggio Emilia, 27 dicembre 1978) è un procuratore sportivo ed ex calciatore italiano, di ruolo centrocampista.

## Caratteristiche tecniche
Era un calciatore che poteva ricoprire diverse zone del centrocampo, ma che è stato utilizzato in alcune occasioni anche come terzino. Spesso utilizzato come esterno di centrocampo, il mister Stefano Colantuono lo definì ai tempi dell'Atalanta un leader naturale indispensabile per le dinamiche di qualsiasi squadra.

## Carriera
Inizia la sua carriera da professionista nel campionato 1995-1996 nella Reggiana, squadra con la quale l'anno successivo fa il suo esordio in Serie A il 18 maggio 1997 nella partita Reggiana-Perugia.
Nel 1998-1999 gioca nell'Ascoli in Serie C1 dove totalizza 28 presenze, nei quattro campionati successivi milita di nuovo nella Reggiana sempre in Serie C1 giocando in totale 79 partite e segnando 4 reti.
Nel gennaio del 2003 passa alla Florentia Viola in Serie C2 e gioca 9 partite, nel campionato successivo è in Serie B, sempre con la Fiorentina (39 presenze) e nel 2004-2005 nuovamente in Serie A diviene il capitano della squadra viola (30 presenze e 2 reti).
Nel 2005-2006 passa all'Atalanta in Serie B e contribuisce alla vittoria del campionato con 40 presenze e 1 gol. Nella stagione 2006-2007 milita ancora nell'Atalanta in Serie A risultando uno dei giocatori con più presenze, 36 partite giocate su 38, nelle quali realizza anche 2 reti.
Nell'estate 2007 è acquistato dal Lecce. Con i giallorossi ottiene la sua terza promozione dalla Serie B e successivamente realizza 31 presenze in Serie A; durante la stagione in massima serie ha pure ricevuto una sospensione per condotta fallosa in allenamento.
Il 14 luglio 2009 viene acquistato a titolo definitivo dal ChievoVerona, con cui disputa da titolare la stagione 2009-2010. Il 28 agosto 2010 passa a titolo definitivo al neopromosso Pescara, in Serie B. Gioca 16 partite con una rete. L'anno successivo finisce ai margini della rosa.

## Dopo il ritiro
Il 5 settembre 2012 decide ufficialmente di concludere la carriera sportiva e dunque si ritira. Nello stesso giorno, annuncia che frequenterà una scuola universitaria per potersi laureare come procuratore sportivo. Il 27 settembre è tra i 31 candidati idonei a superare la prova per divenire Agente di Calciatori. Dopo avere superato l'esame nel maggio 2014 fonda la Luca Ariatti Sport Management.

## Statistiche

### Presenze e reti nei club
Statistiche aggiornate al 30 giugno 2012.
| Stagione          | Squadra           | Campionato        | Campionato | Campionato | Coppe nazionali | Coppe nazionali | Coppe nazionali | Coppe continentali | Coppe continentali | Coppe continentali | Altre coppe | Altre coppe | Altre coppe | Totale | Totale |
| Stagione          | Squadra           | Comp              | Pres       | Reti       | Comp            | Pres            | Reti            | Comp               | Pres               | Reti               | Comp        | Pres        | Reti        | Pres   | Reti   |
| ----------------- | ----------------- | ----------------- | ---------- | ---------- | --------------- | --------------- | --------------- | ------------------ | ------------------ | ------------------ | ----------- | ----------- | ----------- | ------ | ------ |
| 1998-1999         | Ascoli            | C1                | 28         | 0          | CI-C            | 0               | 0               | -                  | -                  | -                  | -           | -           | -           | 28     | 0      |
| 1999-2000         | Reggiana          | C1                | 22         | 1          | CI+CI-C         | 3+0             | 0               | -                  | -                  | -                  | -           | -           | -           | 25     | 1      |
| 2000-2001         | Reggiana          | C1                | 23+2       | 1          | CI-C            | 0               | 0               | -                  | -                  | -                  | -           | -           | -           | 25     | 1      |
| 2001-2002         | Reggiana          | C1                | 22+2       | 2          | CI-C            | 0               | 0               | -                  | -                  | -                  | -           | -           | -           | 24     | 2      |
| 2002-gen. 2003    | Reggiana          | C1                | 12         | 0          | CI-C            | 0               | 0               | -                  | -                  | -                  | -           | -           | -           | 12     | 0      |
| Totale Reggiana   | Totale Reggiana   | Totale Reggiana   | 79+4       | 4          |                 | 3               | 0               |                    | -                  | -                  |             | -           | -           | 86     | 4      |
| gen.-giu. 2003    | Fiorentina        | C2                | 9          | 0          | CI-C            | -               | -               | -                  | -                  | -                  | -           | -           | -           | 9      | 0      |
| 2003-2004         | Fiorentina        | B                 | 39+2       | 0          | CI-C            | 0               | 0               | -                  | -                  | -                  | -           | -           | -           | 41     | 0      |
| 2004-2005         | Fiorentina        | A                 | 30         | 2          | CI              | 6               | 0               | -                  | -                  | -                  | -           | -           | -           | 36     | 2      |
| Totale Fiorentina | Totale Fiorentina | Totale Fiorentina | 78+2       | 2          |                 | 6               | 0               |                    | -                  | -                  |             | -           | -           | 86     | 2      |
| 2005-2006         | Atalanta          | B                 | 40         | 1          | CI              | 3               | 1               | -                  | -                  | -                  | -           | -           | -           | 43     | 2      |
| 2006-2007         | Atalanta          | A                 | 36         | 2          | CI              | 3               | 0               | -                  | -                  | -                  | -           | -           | -           | 39     | 2      |
| Totale Atalanta   | Totale Atalanta   | Totale Atalanta   | 76         | 3          |                 | 6               | 1               |                    | -                  | -                  |             | -           | -           | 82     | 4      |
| 2007-2008         | Lecce             | B                 | 38+4       | 2          | CI              | 1               | 0               | -                  | -                  | -                  | -           | -           | -           | 43     | 2      |
| 2008-2009         | Lecce             | A                 | 31         | 0          | CI              | 1               | 0               | -                  | -                  | -                  | -           | -           | -           | 32     | 0      |
| Totale Lecce      | Totale Lecce      | Totale Lecce      | 69+4       | 2          |                 | 2               | 0               |                    | -                  | -                  |             | -           | -           | 75     | 2      |
| 2009-2010         | Chievo            | A                 | 31         | 0          | CI              | 2               | 0               | -                  | -                  | -                  | -           | -           | -           | 33     | 0      |
| 2010-2011         | Pescara           | B                 | 16         | 1          | CI              | 0               | 0               | -                  | -                  | -                  | -           | -           | -           | 16     | 1      |
| 2011-2012         | Pescara           | B                 | 0          | 0          | CI              | 0               | 0               | -                  | -                  | -                  | -           | -           | -           | 0      | 0      |
| Totale Pescara    | Totale Pescara    | Totale Pescara    | 16         | 1          |                 | 0               | 0               |                    | -                  | -                  |             | -           | -           | 16     | 1      |
| Totale carriera   | Totale carriera   | Totale carriera   | 387        | 12         |                 | 19              | 1               |                    | -                  | -                  |             | -           | -           | 406    | 13     |

## Palmarès

### Club

#### Competizioni nazionali
- Campionato italiano Serie B: 4

Fiorentina: 2003-2004
Atalanta: 2005-2006
Lecce: 2007-2008
Pescara: 2011-2012
- Campionato italiano Serie C2: 1

Florentia Viola: 2002-2003 (girone B)